# Forchhammeria
Forchhammeria  es un género de plantas con flores   pertenecientes a la familia Capparaceae. Comprende 16 especies descritas y  de estas, solo 13 aceptadas. Es originario de Centroamérica.

## Descripción
Son árboles pequeños o arbustos, generalmente glabros; plantas dioicas o raramente polígamas. Hojas palmadamente 1 o 3-folioladas, folíolos enteros, pecíolos sin pulvínulos, las estípulas subuladas, caducas. Inflorescencias racemosas a paniculadas, subterminales en las axilas de las hojas o por debajo de las hojas en la vegetación vieja, brácteas pequeñas y caducas o ausentes, las flores diminutas, actinomorfas; cáliz 4–12-lobado, menos de 1 mm de largo; corola ausente; flores masculinas con 12–30 estambres, los filamentos muy cortos, 1–2 mm de largo, adheridos en un disco carnoso; flores femeninas con 3–14 estaminodios; ovario subsésil, con 2 lobos estigmáticos. Frutos pequeños, globosos, generalmente con 1 semilla (o si con 2 semillas, entonces los frutos en pares de globos), indehiscentes, la pared del fruto tornándose suave pero no jugosa; semillas subglobosas, exariladas, embrión con solo un cotiledón gigante, doblado y dando la apariencia de ser 2.

## Taxonomía
El género fue descrito por Frederick Michael Liebmann  y publicado en Videnskabelige Meddelelser fra Dansk Naturhistorisk Forening i Kjøbenhavn 1853(3–4): 93–94. 1854. La especie tipo es: Forchhammeria pallida Liebm.	

## Especies aceptadas
A continuación se brinda un listado de las especies del género Forchhammeria aceptadas hasta octubre de 2013, ordenadas alfabéticamente. Para cada una se indica el nombre binomial seguido del autor, abreviado según las convenciones y usos.
- Forchhammeria brevipes Urb.
- Forchhammeria emarginata Alain
- Forchhammeria haitiensis (Urb. & Ekman) Alain
- Forchhammeria hintonii Paul G.Wilson
- Forchhammeria laxiflora Lundell
- Forchhammeria longifolia Standl.
- Forchhammeria macrocarpa Standl.
- Forchhammeria pallida Liebm.
- Forchhammeria polyandra (Griseb.) Alain
- Forchhammeria sessilifolia Standl.
- Forchhammeria sphaerocarpa Krug & Urb.
- Forchhammeria trifoliata Radlk. ex Millsp.
- Forchhammeria watsonii Rose